# 馬庫薩尼區

馬庫薩尼區（西班牙語：Distrito de Macusani），是秘魯的一個區，位於該國東南部普諾大區的卡拉瓦亞省，面積1,029.56平方公里，海拔高度4,315米，2005年人口10,950，人口密度每平方公里11人。